# Ratpenat de xarretera de Sanborn
El ratpenat de xarretera de Sanborn (Epomophorus grandis) és una espècie de ratpenat de la família dels pteropòdids que habita a Angola i el Congo en sabanes, tot i que també pot ser que visqui als boscos tropicals humits. No se sap si hi ha amenaces significatives per a la supervivència d'aquesta espècie.